# Neurolisina
A neurolisina (EC 3.4.24.16) é uma metalopeptidase do zinco que cliva preferencialmente a proteína neurotensina. A clivagem é feita geralmente a seguir a um resíduo do aminoácido prolina.
A estrutura da neurolisina forma uma canaleta estreita e profunda. Essa estrutura é responsável pela alta especificidade das neuropeptidases. Além disso, estudos indicam que o comprimento de um N-terminal da carcaça ao local da hidrólise está restringido a aproximadamente dez resíduos pelo tamanho limitado da concavidade ativa do local. As características estruturais podem esclarecer a habilidade de clivagem de uma variedade de seqüências.